# アンネ・フランクと旅する日記
『アンネ・フランクと旅する日記』（アンネ・フランクとたびするにっき、原題：Where Is Anne Frank）は、2021年のベルギー・フランス・ルクセンブルク・オランダ・イスラエル合作のアニメ・ファンタジー映画。
第二次世界大戦中にユダヤ人の少女アンネ・フランクが空想の友だち宛てにつづっていた「アンネの日記」を原案に、彼女の空想の友人キティーの視点からアンネの生涯をたどったアニメーション映画。アリ・フォルマン監督・脚本。第74回カンヌ国際映画祭コンペティション外部門出品作品。

## ストーリー
※ストーリーは以下の通りであるが、随所にキティーの回想として、日記に描かれたアンネとその周囲の姿が挿入される。また、日記に言及のない「その後」のアンネについては象徴的な描写が使用されている。
現代のアムステルダム。博物館「アンネ・フランクの家」に雷が落ち、その衝撃で天窓が割れ、『アンネの日記』を収めるガラスケースが破損する。しみ出したインクから言葉が浮かび上がり、日記の中でアンネが「想像上の友人」として描いた10代の少女・キティーが姿を現す。キティーは赤い髪に1940年代の服装をまとっていた。翌日、博物館が開いて観客が入ってきても誰もキティーには気づかなかった。しかし、家の中にアンネやその一家の姿が見えないことにキティーは戸惑う。その夜、キティーは日記を持って外に出ると、アンネを探し始める。警察はキティーを不審者とみて尋問する。キティーが「アンネ・フランクを探している」と話すと、警察官は「アンネ・フランクはあちこちにある」とアンネにちなむ名前を付けた施設をいくつも教えたが、キティーは何が起きたか理解できない。その場を立ち去ったキティーは警察の追尾をかわし、前日博物館に来たペーターという少年、およびその友人と出会う。ペーターはキティーが人を捜していると知って、不法移民の難民が住む建物に連れて行った。キティーはそこで難民の女の子・アワに会う。ペーターは、キティーが日記から離れると姿が消えることに気づき、キティーを再び「アンネ・フランクの家」に連れ戻した。一方、博物館から日記が消えたことが明らかになって警察は捜索に乗り出し、監視カメラに写ったキティーを重要人物として探し始める。警察からキティーのことを問われたペーターは話さなかった。
キティーは、「アンネ・フランクの家」の人目に付かない場所で、かつての住人が隠した宝飾品を見つける。ペーターが警察の気を引いている間にキティーは博物館を出て、宝飾品を代金に現代の衣料品を購入して変装した。キティーは第6モンテッソーリ・スクール・アンネ・フランクの図書館で、オットー・フランクの回想録を読み、アンネとその一家に起きた出来事を知る。また、公刊されている日記がオリジナルと違うことに気づく。そのあと、キティーは日記を題材とした芝居を上演する劇場に入って観劇するが、その途中、俳優のセリフがオリジナルと違うと声を上げる。他の観客はキティーが日記紛失と関係すると報じられている少女と気づいて殺到したが、かろうじてキティーは脱出し、ペーターの導きで難民の住む建物に逃げ込む。難民たちは脱出のための計画を立てていた。
キティーはペーターと一緒にアンネの足跡をたどることにする。二人は列車でヴェステルボルク、アウシュヴィッツ、そしてベルゲン・ベルゼンへと進み、ベルゲン・ベルゼンでアンネと姉マルゴーの慰霊碑を見つけたキティーはすすり泣いた。アムステルダムに戻った二人は、明日難民の強制送還がおこなわれることを知る。ペーターとキティーはアワの父親などが脱出用に用意していた熱気球に日記のカバーと同じ色の塗装を施し、「私はここにいる」と表示して掲揚した。警察と群衆が建物を囲む中、建物の屋上からキティーは、アンネを神格化することで日記に込めたメッセージが誤読されていると非難するとともに、政府が難民の保護に同意しなければ日記を燃やすと告げた。警察はキティーの要求を受け入れ、それを見届けたキティーはアワに日記を渡して当局に届けさせた。ペーターはキティーを再び「アンネ・フランクの家」に連れて行き、「不滅の精神」として生きればいいと諭したが、ペーターに恋をしたキティーはそれを断り、ペーターとキスを交わしてからインクへと戻って風の中に消えていった。

## キャスト
※全て声の出演。
- キティー：ルビー・ストークス
- アンネ・フランク：エミリー・キャリー
- オットー・フランク：マイケル・マロニー（英語版）
- エーディト・フランク：サマンサ・スパイロ（英語版）
- マルゴット・フランク：スキー・ベネット（フランス語版）
- ペーター・ファン・ペルス（アンネの隠れ家の同居者）：セバスチャン・クロフト（英語版）
- ペーター（現代の少年）：ラルフ・プロッサー
- フォン・ヤリス士官：アリ・フォルマン
- アワ：ナオミ・モートン

## 作品の評価
Rotten Tomatoesによれば、50件の評論のうち高評価は80%にあたる40件で、平均点は10点満点中6.9点、批評家の一致した見解は「『アンネ・フランクと旅する日記』は、よく知られた物語に新しい角度からアプローチし、この物語を取り巻く恐ろしい悲劇の中に力強く位置づけている。」となっている。
Metacriticによれば、5件の評論のうち、高評価は1件、賛否混在は4件、低評価はなく、平均点は100点満点中56点となっている。